# Mota Claran (Bidau Santana)
Mota Claran (Mota Klaran), benannt nach dem gleichnamigen Fluss, ist ein Stadtteil der osttimoresischen Landeshauptstadt Dili im Verwaltungsamt Cristo Rei. Er befindet sich im Süden der Aldeia Manu Mata (Suco Bidau Santana), zu der im Norden auch der dünner besiedelte Stadtteil Santana gehört. Die Meereshöhe beträgt 43 m. Mota Claran verfügt über mehr Wohnhäuser und weniger freien Flächen. Der Stadtteil liegt am Ostufer des namensgebenden Flusses, über den hier eine Brücke führt, der aber außerhalb der Regenzeit trocken liegt. Der Fluss entsteht aus dem Zusammentreffen von Benamauc und Bemori, direkt südlich des Stadtteils.